# Nesiotoniscus delamarei
Nesiotoniscus delamarei là một loài chân đều trong họ Trichoniscidae. Loài này được Vandel miêu tả khoa học năm 1954.